# Вильота, Эмилио де
Эмилио де Вильота Руис (исп. Emilio de Villota Ruíz, 26 июля 1946 года, Мадрид) — испанский автогонщик, участник чемпионата мира по автогонкам в классе Формула-1. Отец автогонщицы Марии де Вильоты.

## Биография
Гонщик-любитель, работавший менеджером в банке «Банко Иберико». В 1976 году выступал в британском чемпионате Формулы-3 «Шеллспорт», стартовал на Гран-при Испании того же года (не прошёл квалификацию). В 1977 году при спонсорской поддержке своих работодателей, провёл семь Гран-при чемпионата мира Формулы-1 на частном McLaren M23, дважды попадал на старт гонок, в которых финишировал на 13 и 17 местах. В 1978 году перешёл в только что учреждённый британский чемпионат Формулы-1, где в первые два сезона дважды становился бронзовым призёром первенства на автомобиле Lotus 78, а в 1980 году выиграл 5 гонок из 12 и стал чемпионом. В 1981 году был заявлен на Гран-при Испании чемпионата мира «Формулы-1», но не стартовал из-за проблем с лицензией, а в следующем году пять раз не пробился на старт Гран-при за рулём автомобиля March. С 1981 года выступал в гонках спорткаров, выиграл гонки «6 часов Энны» и «Флайинг Тайгерз 1000», стартовал в гонке «24 часа Ле-Мана», где его лучшим результатом стало 4 место, завоёванное в 1986 году за рулём автомобиля Porsche 956B».

## Результаты выступлений в Формуле-1

### Результаты выступлений в чемпионате мира
| Легенда к таблице |                                                                    |
| --- | ------------------------------------------------------------------ |
| В таблице перечислены результаты всех Гран-при Формулы-1, в которых принимал участие гонщик. Строками таблицы являются сезоны, столбцами — этапы чемпионата мира. В каждой клетке указаны сокращённое название этапа и результат, дополнительно обозначенный цветом. Расшифровка обозначений и цветов представлена в нижеследующей таблице. |                                                                    |
| \| Пример \| Описание \| \| ------------ \| ------------------------------------------------------------------ \| \| 1 \| Победитель \| \| 2 \| Второе место \| \| 3 \| Третье место \| \| 5 \| Финишировал, заработав очки \| \| Сход \| Не финишировал, но при этом заработал очки \| \| 12 \| Финишировал, не получив очков \| \| НКЛ \| Финишировал, но не попал в финальную классификацию \| \| 15 \| Участвовал вне зачёта, либо по отдельной классификации \| \| 18 \| Не финишировал, но попал в финальную классификацию \| \| Сход \| Не финишировал \| \| НКВ \| Не прошёл квалификацию \| \| НПКВ \| Не прошёл предквалификацию \| \| ДСК \| Дисквалифицирован \| \| ИСК \| Исключён из протокола соревнований \| \| ТТ \| Заявлен для участия только в тренировках \| \| НС \| Участвовал в квалификации, но не стартовал в гонке \| \| Т \| Травмирован или болен \| \| ОТК \| Отказ от участия \| \| НТР \| Прибыл на соревнования, но на трассу не выезжал \| \| НПР \| Был заявлен в числе участников, но не прибыл к началу соревнований \| \| О \| Соревнования отменены \| \| \| Не участвовал \| \| Поул-позиция \| \| \| Быстрый круг \| \| |                                                                    |
| Пример | Описание                                                           |
| 1 | Победитель                                                         |
| 2 | Второе место                                                       |
| 3 | Третье место                                                       |
| 5 | Финишировал, заработав очки                                        |
| Сход | Не финишировал, но при этом заработал очки                         |
| 12 | Финишировал, не получив очков                                      |
| НКЛ | Финишировал, но не попал в финальную классификацию                 |
| 15 | Участвовал вне зачёта, либо по отдельной классификации             |
| 18 | Не финишировал, но попал в финальную классификацию                 |
| Сход | Не финишировал                                                     |
| НКВ | Не прошёл квалификацию                                             |
| НПКВ | Не прошёл предквалификацию                                         |
| ДСК | Дисквалифицирован                                                  |
| ИСК | Исключён из протокола соревнований                                 |
| ТТ | Заявлен для участия только в тренировках                           |
| НС | Участвовал в квалификации, но не стартовал в гонке                 |
| Т | Травмирован или болен                                              |
| ОТК | Отказ от участия                                                   |
| НТР | Прибыл на соревнования, но на трассу не выезжал                    |
| НПР | Был заявлен в числе участников, но не прибыл к началу соревнований |
| О | Соревнования отменены                                              |
| | Не участвовал                                                      |
| Поул-позиция |                                                                    |
| Быстрый круг |                                                                    |

| Сезон | Команда           | Шасси         | Двигатель | Ш | 1   | 2   | 3   | 4       | 5        | 6        | 7       | 8       | 9        | 10      | 11      | 12     | 13  | 14      | 15  | 16  | 17  | Место | Очки |
| ----- | ----------------- | ------------- | --------- | - | --- | --- | --- | ------- | -------- | -------- | ------- | ------- | -------- | ------- | ------- | ------ | --- | ------- | --- | --- | --- | ----- | ---- |
| 1976  | RAM               | Brabham BT44B | Cosworth  | G | БРА | ЮАР | СШЗ | ИСП НКВ | БЕЛ      | МОН      | ШВЕ     | ФРА     | ВЕЛ      | ГЕР     | АВТ     | НИД    | ИТА | КАН     | США | ЯПО |     | -     | 0    |
| 1977  | Iberia Airlines   | McLaren M23   | Cosworth  | G | АРГ | БРА | ЮАР | СШЗ     | ИСП 13   | МОН      | БЕЛ НКВ | ШВЕ НКВ | ФРА      | ВЕЛ НКВ | ГЕР НКВ | АВТ 17 | НИД | ИТА НКВ | США | КАН | ЯПО | -     | 0    |
| 1978  | Centro Asegurador | McLaren M23   | Cosworth  | G | АРГ | БРА | ЮАР | СШЗ     | МОН      | БЕЛ      | ИСП НКВ | ШВЕ     | ФРА      | ВЕЛ     | ГЕР     | АВТ    | НИД | ИТА     | США | КАН |     | -     | 0    |
| 1981  | Banco Occidental  | Williams FW07 | Cosworth  | M | СШЗ | БРА | АРГ | САН     | БЕЛ      | МОН      | ИСП НС  | ФРА     | ВЕЛ      | ГЕР     | АВТ     | НИД    | ИТА | КАН     | СИЗ |     |     | -     | 0    |
| 1982  | March             | March 821     | Cosworth  | A | ЮАР | БРА | СШЗ | САН     | БЕЛ НПКВ | МОН НПКВ | ДЕТ НКВ | КАН НКВ | НИД НПКВ | ВЕЛ     | ФРА     | ГЕР    | АВТ | ШВА     | ИТА | СИЗ |     | -     | 0    |